# Lophotoma
Lophotoma là một chi bướm đêm thuộc họ Erebidae.

## Loài
- Lophotoma diagrapha Turner, 1902
- Lophotoma metabula Turner, 1902